# 黒銅鉱
黒銅鉱（こくどうこう、tenorite）は銅の酸化鉱物。化学組成 CuO（酸化銅(II)）、比重 6.5、モース硬度 4.5、晶系は単斜晶系。イタリアのヴェスヴィオで発見され、植物学者ミケーレ・テノーレにちなみ命名された。別名のmelaconite（ melaconise とも）は1832年に フランソワ・シュルピス・ビューダンにより命名されたが、1962年に国際鉱物学連合により現在の名称に統一された。 
黒色不透明でへき開しない。濃塩酸には溶けないが、希塩酸には溶ける。銅二次鉱物として産出し、銅を製造する際の原料となる。模式地などのように、火山昇華物としても産出する。